# HMS Södermanland
Le HMS Södermanland est le troisième navire de la classe Västergötland de sous-marins de la Marine royale suédoise. Il est nommé d’après la province historique de Södermanland, en Suède.

## Développement
La conception du sous-marin combinait les meilleures propriétés de la classe Sjöormen et de la classe Näcken précédentes. Les sous-marins de la classe Västergötland avaient une plus grande capacité de chasse sous-marine que les classes précédentes, en partie parce qu’ils étaient équipés d’une nouvelle torpille sous-marine moderne. Ils pouvaient tirer jusqu’à six torpilles lourdes et six torpilles légères à guidage filaire en même temps contre différentes cibles.
La classe Västergötland comprenait les sous-marins HMS Södermanland et HMS Östergötland. Après d’importantes améliorations, ces deux sous-marins ont été reclassés dans une nouvelle classe Södermanland.

## Carrière

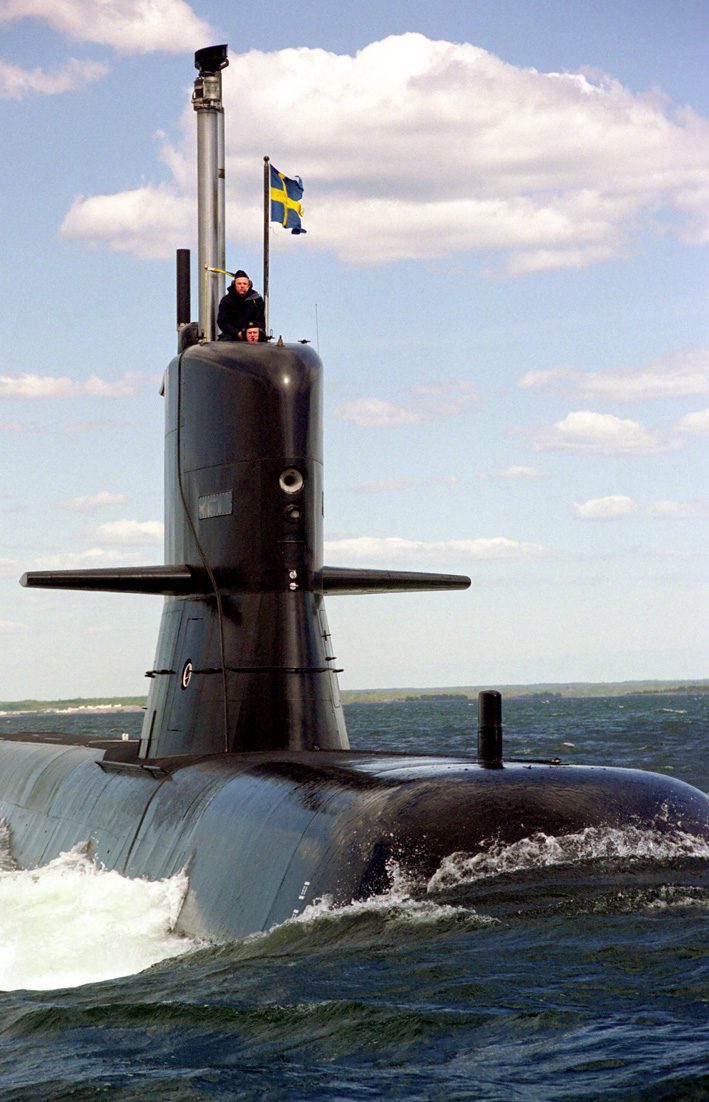
Le HMS Södermanland en route le 23 mars 2010.

Le navire a été commandé en 1981 à Kockums à Malmö. Le chantier naval de Malmö a fabriqué le centre de la coque du navire ainsi que la proue et la poupe. La quille du navire a été posée en 1985 et il a été lancé le 12 avril 1988. Le navire a rejoint la flotte suédoise le 21 avril 1989.
Entre 2000 et 2004, les HMS Södermanland et HMS Östergötland ont subi d’importantes modifications. Ils ont été rallongés de 12 mètres et équipés de moteurs Stirling à propulsion indépendante de l’air (AIP). La longueur du navire est passée à 60,4 mètres et le déplacement à 1 400 tonnes. Le besoin en équipage est tombé à 20 hommes.
Dans le même temps, les sous-marins ont été modifiés pour pouvoir accomplir des missions internationales nécessitant des opérations dans des eaux chaudes et salées. La conversion des deux sous-marins est devenue si importante que Kockums a décidé de reclasser les sous-marins dans une nouvelle classe Södermanland.
En 2010, le HMS Södermanland a été mis à niveau en tant que premier des quatre sous-marins avec, entre autres, un nouveau système de gestion (SESUB 960), un nouveau système de navigation, de nouveaux systèmes de connexion. La modification a été effectuée par Kockums AB à Muskö près de Stockholm.